# Finch (группа)
Finch (с англ. — «Зяблик») —  пост-хардкор группа из города Темекьюла, основанная в 1999 году. Группа выпустила свой первый EP Falling Into Place и 2 полноформатных альбома — What It Is To Burn и Say Hello To Sunshine до распада в 2006 году. В 2007 воссоединилась с другим басистом и барабанщиком, отыграв реюнион-шоу 23 ноября в Glasshouse в Помоне, штат Калифорния. Спустя год группа выпустила одноименный EP. Тогда группа была в процессе написания своего третьего альбома, но в конце 2010 распалась. После того, как Finch отыграла несколько концертов в ознаменование десятилетнего юбилея What It Is to Burn в 2012 году, группа подписала контракт с Razor & Tie в 2014 году и сообщили, что они работают над новым студийным альбомом. Третий студийный альбом называется Back To Oblivion и выпущен 30 сентября 2014 года. В 2016 группа вновь распалась.

## История

### Основание и Falling Into Place EP (1999—2001)
Finch изначально была основана под названием Numb и состояла из вокалиста Нейтана Баркалоу, гитариста Алекса Линареса, басиста Дерика Доэрти и барабанщика Алекса Паппаса. Считалось, что Numb была кавер-группой Deftones, хотя Finch с тех пор опровергли это утверждение, сославшись на слух как на «неверную цитату, которая преследовала нас годами». Гитариста Рэнди Штромайера пригласили присоединиться после того, как другие участники увидели стиль его игры, во время выступления со своей группой Evita Fresh. Штромайер подружился с владельцем Drive-Thru Records Ричардом Рейнсом после письма фаната, которое он отправил несколько лет назад. Когда он упомянул об этом другим членам Finch, они с энтузиазмом восприняли потенциальное подписание контракта с лейблом. Рейнс предложил группе возможность выступить, а затем пригласил на выступление свою сестру и совладельца лейбла Стефани. Пара была впечатлена и подписала группу. Затем группа официально сменила название на Finch и выпустила свой первый EP Falling Into Place в 2001 году.

### What It Is To Burn (2002—2004)
Предпродакшн и демо были сделаны для их дебютного альбома What It Is to Burn в студии DML в Эскондидо, Калифорния  в феврале и апреле 2001 года. Запись What It Is to Burn началась в июне в студии Big Fish в Энсинитасе, Калифорния, с продюсером Марком Тромбино. После записывания гитар в июле, запись впоследствии продолжалась в августе и сентябре. Дэрил Палумбо из Glassjaw был приглашен на запись вокала к песням «Grey Matter» и «Project Mayhem»;  группа встретила Палумбо на шоу Deftones и поддерживала с ним связь, позже спросив его, не хочет ли он принять участие.
Альбом был описан как эмо и поп-панк, а иногда как хардкор-панк и пост-хардкор. Стромейер сказал, что на написание всего материала для альбома ушел год.
Клип на песню «Letters To You» вышел в январе 2002, «What It Is to Burn» был выпущен 12 марта как совместный релиз MCA и Drive-Thru Records, за которым последовал релиз в Великобритании 2 июня. Стремясь продвинуть альбом, группа много гастролировала. Вскоре после выхода альбома, группа начала гастроли с Moth. В апреле и мае группа отправилась в турне с Brand New и The Starting Line. После, группа отправилась в тур по Великобритании с New Found Glory. В период с конца июня по середину августа группа выступала в туре Warped  в рамках этапа Drive-Thru Records. В конце августа группа выступила на фестивалях в Рединге и Лидсе в Великобритании. В сентябре группа дала несколько концертов в Японии. В октябре и ноябре группа отправилась в турне по США вместе с New Found Glory, Something Corporate и Further Seems Forever. В ноябре и декабре группа отправилась в тур по Великобритании  с From Autumn to Ashes и Coheed and Cambria. Группа продолжила гастролировать с From Autumn to Ashes по США в январе и феврале. Изначально планировалось поддерживать Allister, но позже их заменил Steel Train. В феврале группа отправилась в совместный тур по США с The Used. После этого группа продолжила гастроли с Movielife, Senses Fail и A Static Lullaby до начала марта. В марте группа отправилась в тур по Великобритании с Brand New. В апреле группа выступила на фестивале скейтбординга и серфинга. В начале мая группа выступила в качестве специального гостя на двух концертах тура MTV Campus Invasion tour. В июне группа появилась на Jimmy Kimmel Live! и выступила на фестивале KROQ's Weenie Roast. В начале июля группа появилась на Last Call with Carson Daly. В августе группа выступила на фестивале Furnace Fest, а затем выступила на главной сцене на фестивалях в Рединге и Лидсе.

### Say Hello To Sunshine (2005)
Во время записи группа в значительной степени исчезла из поля зрения общественности, и группа столкнулась с некоторыми изменениями для записи своего второго альбома Say Hello to Sunshine. Группа также претерпела серьезные изменения, сначала пройдя через три разных звукозаписывающих лейбла, Drive-Thru Records и MCA Records. Группа подписала контракт с Geffen Records перед выпуском своего второго альбома. Барабанщик и сооснователь Алекс Паппас покинул группы из-за музыкальных разногласий и был заменен Марком Алленом. Группа не торопилась с записью и часто переписывала песни. В итоге, Finch выпустили Say Hello To Sunshine 7 июня 2005 года. Первым синглом альбома стала «Bitemarks and Bloodstains», а также первая песня, которую группа написала для альбома. В интервью Нейт Баркалоу заявил, что «Bitemarks and Bloodstains ознаменовывает переход между старым и новым звуком».
После релиза Say Hello to Sunshine многие фанаты остались разочарованы резкими музыкальными изменениями в альбоме. Тем не менее, отход от звучания What It Is to Burn также получил высокую оценку некоторых, поскольку группа привнесла в свою музыку более аутентичный стиль пост-хардкора.

### Первый распад (2006—2007)
19 февраля 2006 года было объявлено, что группа в отпуске, т.к. остальные участники задействованы в других проектах.
Во время перерыва, музыканты все еще оставались активными. Марк Аллен вместе со своим братом Адамом присоединился к группе под названием Helen Earth Band. Рэнди Штромайер основал сайд-проект под названием Gazillionaire, а также руководил различными инди-рок-группами. Бывший барабанщик Алекс Паппас играл на барабанах в Redgun Radar, пока они не распались в 2007 году, затем играл на барабанах в Guana Batz. Нейт Баркалоу начал сайд-проект под названием Cosmonaut. Алекс Линарес продолжил свое образование. Басист Дерек Доэрти был вовлечен в индустрию недвижимости, а затем, в конечном итоге, был осужден за мошенничество. Доэрти был приговорен к 15 месяцам тюремного заключения и обязан выплатить штраф в размере $98,835.

### Реюнион, Finch EP, попытка записать третий альбом, второй распад (2008—2011)
Группа восстановила активность в конце 2007 года. На 2008 год было намечено множество дат концертов. И на них группа исполняла новые песни, которые позднее вошли в EP Finch, который вышел в июле 2008 года. CD версия была эксклюзивом, которая на данный момент не производится. Большая часть концертов группа проводила с такими проектами, как Scary Kids Scaring Kids, Foxy Shazam и Tickle Me Pink.
В октябре 2008 было объявлено, что намечается запись третьего альбома. В мае 2009, на MySpace группы было выложено демоверсия песни Hail to the Fire, которая, скорее всего, должна была войти в новую пластинку. Одновременно с выпуском песни группа опубликовала запись в блоге, информирующую своих поклонников о ходе работы над новым альбомом. В обновлении заявлено, что у них была написана "куча" демозаписей, а новые песни будут исполнены в предстоящие даты тура, что новый альбом будет записан в середине 2009 года, и что они, возможно, будут искать лейбл в ближайшем будущем Вскоре после выхода песни, Finch переработали свой веб-сайт и раздали бесплатные цифровые копии своего одноименного EP.
17 декабря 2010 года, после длительного периода бездействия, было официально объявлено, что группа распалась. Их третий студийный альбом не состоялся, поскольку каждый участник расширил свой "музыкальный кругозор", что затруднило группе совместную работу над новой музыкой. В день объявленного перерыва, Finch также выпустили несколько новых EP через свой интернет-магазин. Был выпущен цифровой сингл под названием Epilogue, в который вошли две песни — вышеупомянутая Hail to the Fire и World of Violence, которые должны были появиться на их третьем альбоме. Также стал доступен EP Bury White, и американский релиз A Far Cry From Home (ранее доступный только в Японии).

## Участники

### Последний состав
- Нейтан Баркалоу — вокал, клавишные (1999-2006, 2007-2010, 2012-2016)
- Алекс "Grizz" Линарес — ритм-гитара, бэк-вокал (1999-2006, 2007-2010, 2012-2016), ведущая гитара (2015-2016)
- Алекс Паппас — барабаны, перкуссия (1999-2004, 2012-2016)
- Дэниел Уонакотт — бас-гитара (2007-2010, 2012-2016)

### Бывшие участники
- Рэнди "R2K" Стромейер — ведущая гитара, бэк-вокал (1999–2006, 2007–2010, 2012–2015)
- Дерек Доэрти — бас-гитара, бэк-вокал (1999-2006)
- Марк Аллен — ударные, перкуссия (2004-2006)
- Эндрю Маркольезе — ударные, перкуссия (2007-2010)

## Дискография

### Студийные альбомы
- What It Is to Burn (2002)
- Say Hello to Sunshine (2005)
- Back to Oblivion (2014)

### EP
- Falling into Place (2001)
- Finch (2008)
- Epilogue (2010)

### Лайв-альбомы
- A Far Cry from Home (2009)
- What It Is to Burn X Live (2014)

### Акустические альбомы
- Steel, Wood and Whiskey (2015)

### Синглы
- Letters To You (2002)
- What It Is to Burn (2003)
- New Beginnings (2003)
- Worms of the Earth (2003)
- Bitemarks and Bloodstains (2005)
- Bury White (2010)
- Two Guns to the Temple (2014)
- Anywhere But Here (2014)